# Brundidge
Brundidge è un comune degli Stati Uniti d'America situato nella contea di Pike dello Stato dell'Alabama.